# Chalid al-Chamisi

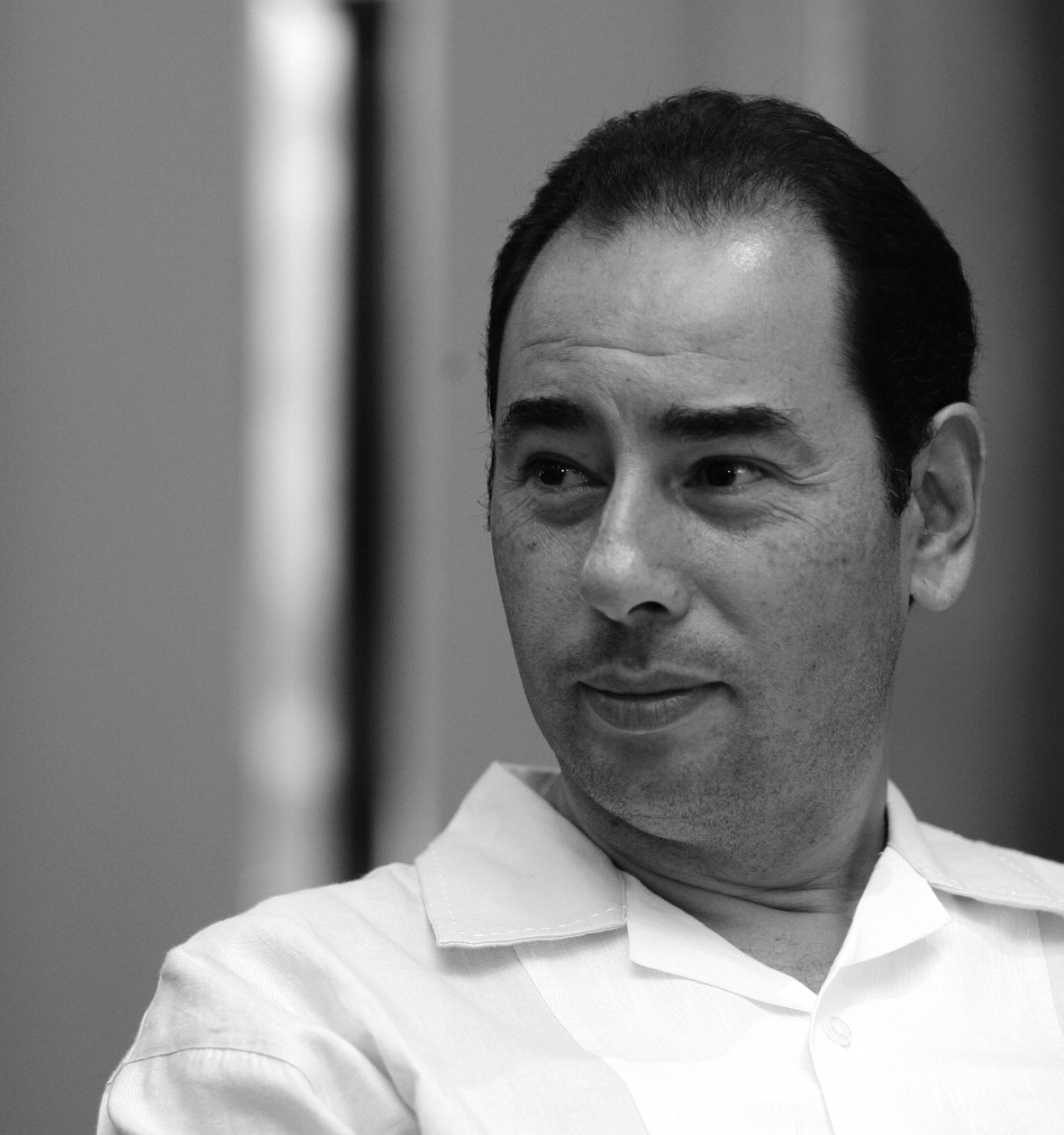
Chalid al‐Chamisi (2009)

Chalid al-Chamisi (arab. خالد الخميسي) (ur. w 1962 w Kairze) – dziennikarz i pisarz egipski, zajmujący się problematyką społeczną. Studiował nauki polityczne w Kairze, następnie studiował na paryskiej Sorbonie. Rozgłos zdobył swoją pierwszą książką pt. Taksi. Hawadit il-maszawir (2006) (przekład polski 2011). Książka ta zawiera 58 rozmów autora z taksówkarzami i opowieści taksówkarzy, przedstawiających codzienne problemy niezamożnej ludności egipskiej widziane z perspektywy kierowców kairskich taksówek. 

## Dzieła
Taksi. Hawadit il-maszawir (تاكسي. حواديت المشاوير) (2006), przekł. pol. Taksi. Opowieści z kursów po Kairze (2011), tłum. Marcin Michalski, wyd. Karakter.
Safinat Nuh (2009) (سفينة نوح) (Arka Noego)